# Эс-Симбиллавейн
Эс-Симбиллаве́йн (араб. السنبلاوين‎) — город в Египте, расположен на юго-востоке губернаторства Дакахлия. Население 92 099 жителей (оценка 2010).

## Название
Египетское Сибиллауэйн означает по-русски где пшеница. Это подчёркивает сельскохозяйственное значение города и его района.

## Экономика
Экономика Эс-Симбиллавейна основана на сельском хозяйстве и сфере услуг. Ремонт автомобилей и производство цистерн также играют большую роль в экономике. Макаронно-мучная фабрика Эль-Асейль обеспечивает большую часть городских нужд. Также имеется фабрика по производству труб.

## Район
Эс-Симбиллавейн является центром района, который объединяет 18 сельских местных общин, к которым относятся 68 деревень и около 300 мелких поселений. В районе выращивают рис, пшеницу.

## Известные люди
- Умм Кульсум
- Ахмед Лютфи Эль-Сайед